# 台灣腔吻鱈
台灣腔吻鱈（学名：Coelorinchus formosanus），為輻鰭魚綱鱈形目鼠尾鱈科的其中一種。其种加词“formosanus”意为“台湾的”。

## 分布
本魚分布於西北太平洋，包括南日本、中國東海、台灣東北部等海域。

## 深度
水深200至450公尺。

## 特徵
本魚體為淺灰色，體側夾雜許多不明顯的淡青色斑紋，腹部白色，吻部腹面白色並散有零星小黑點。頭部腹面的後方區域被鱗片，其於部分裸出。發光器甚長，由肛門起向前延伸達喉峽部，為長型桿狀，兩端膨大，各有一個發光腺。吻部極延長，呈尖銳狀，吻的邊緣軟不被硬骨所支持。鼻窩裸露無鱗，齒為錐狀，多列排列成寬齒帶。第二背鰭起點與臀鰭起點相對。體被弱棘鱗，棘刺多且密，形狀大小一致呈散射狀排列。體長可達36公分。

## 生態
本魚為底棲性魚類，棲息於砂泥底質的海床上，肉食性，以小型蝦蟹為主食。

## 經濟利用
軀幹部分，肉多味美，可食用。其數量多，中國已開發成罐頭食品。